# 1994-es közgyűlési választások Komárom-Esztergom megyében
Az 1994-es megyei közgyűlési választásokat december 11-én bonyolították le, az általános önkormányzati választások részeként.
Komárom-Esztergom megyében a szavazásra jogosultak kevesebb mint fele, közel kilencvenezer polgár ment el szavazni. A szavazók kilenc szervezet jelöltjei közül választhattak.
A legtöbb szavazatot az MSZP kapta, ami tizennégy képviselői helyet jelentett számukra a közgyűlésben. Feleannyi szavazatot kapott a második SZDSZ listája, aminek következtében hét jelöltjük került be a megyeházára. Bő ezer szavazattal elmaradva következett az FKGP, majd a további jobboldali pártok. A kisgazdák öt, a KDNP, az MDF és a Fidesz négy-négy helyhez jutott. Bejutott még a csolnoki németek és a Munkáspárt egy-egy képviselője.
Nem került be a közgyűlésbe a Szlovák Szövetség.
A közgyűlés elnökévé a hivatalban lévő Kovács György Zoltánt, az MSZP kistelepülési listavezetőjét választották.

## A választás rendszere
A megyei közgyűlési választásokat az országosan megrendezett általános önkormányzati választások részeként tartották meg. A szavazók a településük polgármesterére és a helyi képviselőkre is ekkor adhatták le a szavazataikat.
1994 őszén az országgyűlés alapvetően megváltoztatta a megyei közgyűlésekre vonatkozó választási eljárást.
A közgyűlési választásokon a községek, nagyközségek és városok polgárai szavazhattak. A megyei jogú városban élők – mivel nem tartoztak a megye joghatósága alá – nem vettek részt a megyei közgyűlés megválasztásában.
A megye területét két választókerületre osztották, az egyikbe a legfeljebb 10 ezer lakóval bíró kistelepülések, a másikba az ennél népesebb középvárosok tartoztak. A választásokon pártok, társadalmi, ill. nemzetiség szervezetek állíthattak listákat. A szavazatokat a két választókerületben külön-külön számolták össze és osztották el arányosan az adott kerületben az érvényes szavazatok 4%-át elérő szervezetek között.

### Választókerületek
|                                  | Település | Lakó    | Választó- polgár | Megyei képviselő |
| -------------------------------- | --------- | ------- | ---------------- | ---------------- |
| Kistelepülések 10 ezer lakóig    | 67        | 135 793 | 103 258          | 22               |
| Középvárosok 10 ezer lakó fölött | 5         | 108 620 | 82 930           | 18               |
| Közgyűlési választókerületek     | 72        | 244 413 | 186 188          | 40               |
| Megyei jogú város Tatabánya      | 1         | 75 541  | (57 303)         | –                |
| Összesen                         | 73        | 244 413 | (186 188)        | 40               |

Komárom-Esztergom megyében a közgyűlés létszáma 40 fő volt. A kistelepülési választókerületben 22, a középvárosiban pedig 18 képviselőt választhattak meg. Tatabánya, mint megyei jogú város nem tartozott a megye joghatósága alá, s így polgáraik nem is szavazhattak a megye önkormányzatának összetételéről.
A közgyűlést a megye 65 községének és nagyközségének, illetve hét városának polgárai választhatták meg. A városok közül azonban csak ötben éltek tízezernél többen, így csak ez az öt tartozott a középvárosi választókerületbe.
A választásra jogosult polgárok száma 186 ezer volt. A polgárok közel harmada lakott háromezer fősnél kisebb községekben, míg 45%-uk tízezer fősnél népesebb városokban élt.
A legkevesebb választópolgár a megye déli határán, a Bakony lábánál található Aka (210) községben élt, míg a legtöbb Esztergom (22 457) városában lakott.
| A közgyűlési választók eloszlása településméret szerint | A közgyűlési választók eloszlása településméret szerint | A közgyűlési választók eloszlása településméret szerint | A közgyűlési választók eloszlása településméret szerint | A közgyűlési választók eloszlása településméret szerint | A közgyűlési választók eloszlása településméret szerint |
| Településméret (lakók száma)                            | Településméret (lakók száma)                            | Település                                               | Választójogosult                                        | Választójogosult                                        | Megjegyzés                                              |
| ------------------------------------------------------- | ------------------------------------------------------- | ------------------------------------------------------- | ------------------------------------------------------- | ------------------------------------------------------- | ------------------------------------------------------- |
|                                                         |                                                         |                                                         |                                                         |                                                         |                                                         |
| Kistelepülési választókerület                           |                                                         |                                                         |                                                         |                                                         |                                                         |
|                                                         | 1 – 1 300                                               | 26                                                      | 14 535                                                  | 7,81%                                                   | legkisebb község: Aka, Csatka, Csép                     |
| 1 301 – 3 000                                           | 29                                                      | 42 880                                                  | 23,03%                                                  |                                                         |                                                         |
| 3 001 – 5 000                                           | 7                                                       | 19 763                                                  | 10,61%                                                  |                                                         |                                                         |
| 5 001 – 10 000                                          | 5                                                       | 26 080                                                  | 14,01%                                                  | város: Kisbér, Nyergesújfalu                            |                                                         |
|                                                         |                                                         | 67                                                      | 103 258                                                 | 55,46%                                                  |                                                         |
|                                                         |                                                         |                                                         |                                                         |                                                         |                                                         |
| Középvárosi választókerület                             |                                                         |                                                         |                                                         |                                                         |                                                         |
|                                                         | 10 000 – 25 000                                         | 4                                                       | 60 473                                                  | 32,48%                                                  | Dorog, Komárom, Oroszlány, Tata                         |
| 25 000 fölött                                           | 1                                                       | 22 457                                                  | 12,06%                                                  | Esztergom                                               |                                                         |
|                                                         |                                                         | 5                                                       | 82 930                                                  | 44,54%                                                  |                                                         |
|                                                         |                                                         |                                                         |                                                         |                                                         |                                                         |
| Összesen                                                | Összesen                                                | 73                                                      | 186 188                                                 | 100%                                                    |                                                         |

## Előzmények

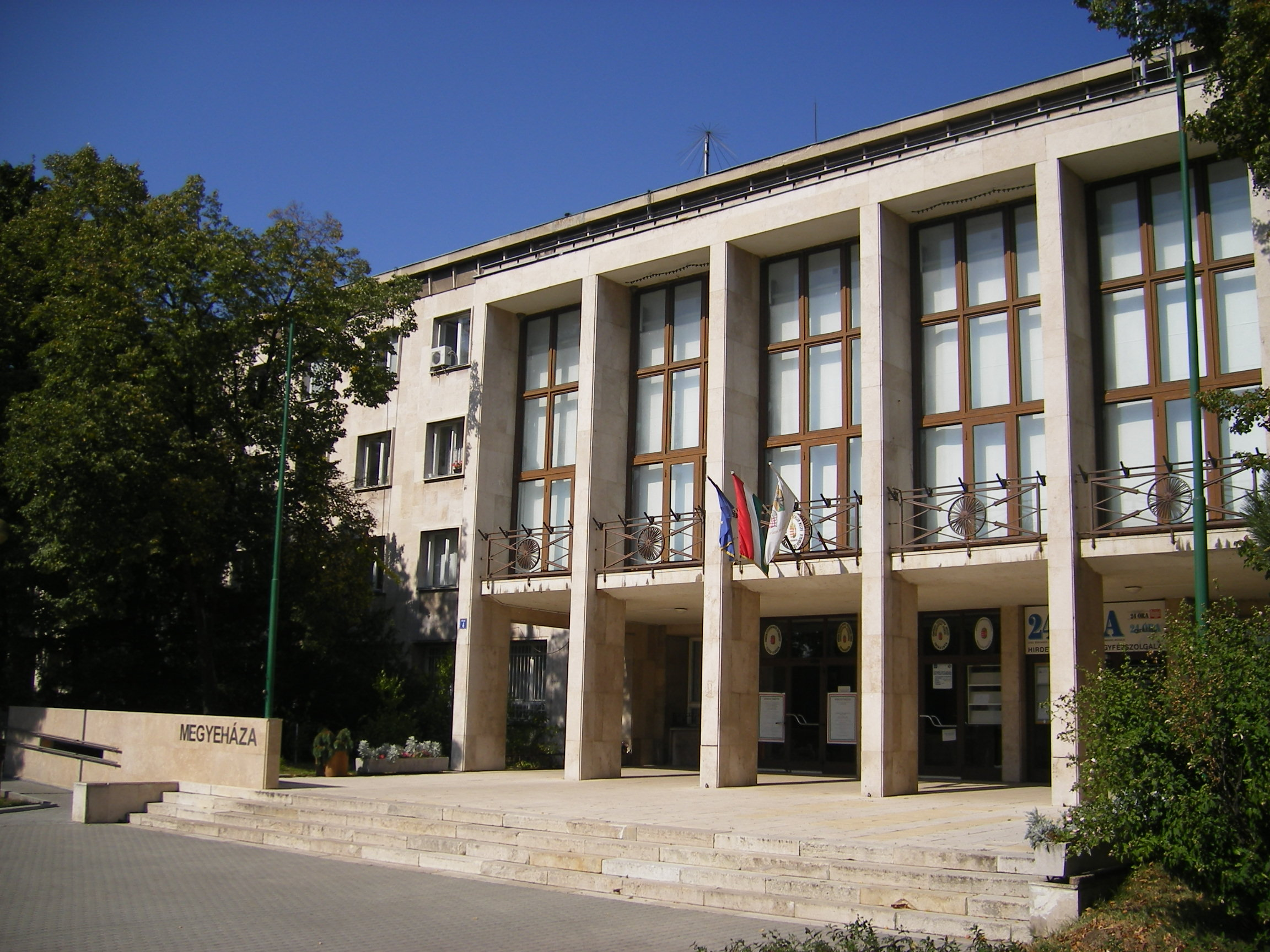
Megyeháza, Tatabánya

### 1990, az első közgyűlés
1990-ben a megyei közgyűléseket közvetett módon választották meg. A választás módjából fakadóan az eredmények párterőviszonyok kifejezésére nem voltak alkalmasak. Az ötven fős testület kétharmada független képviselő volt.
Az új önkormányzati rendszerben megválasztott első közgyűlés alakuló ülésére december 28-án került sor. Az elnöki tisztségre elsöprő többséggel Kovács György Zoltánt, a megyei tanács műszaki főosztályvezetőjét választották meg.

## Jelöltállítás
Kilenc szervezet vett részt a jelöltállítási folyamatban. A kistelepülési választókerületben 8, a középvárosiban 7 listát állítottak, a jelöltek száma összesen 240 volt (122+118).
A listák túlnyomó többségét az országos pártok állították és a jelöltek java része is az ő listáikon szerepelt. Hét országos párt mellett két nemzetiségi szervezet vett részt a jelöltállítási folyamatban.

### Listák
Lista állításához mind a két választókerületben külön-külön kellett ajánlásokat gyűjteni. Ezen a választáson a többes ajánlás volt érvényben, ami szerint egy választópolgár több listára is adhatott ajánlást. Az ajánlások gyűjtésére bő két hét állt rendelkezésre – november 6. és 21. között. Ez alatt az idő alatt a választókerületi polgárok 0,5%-ának ajánlását kellett megszerezni. A Komárom-Esztergom megyei kistelepülési választókerületben ez 517, a középvárosiban 415 ajánlást jelentett. Lehetőség volt önálló és közös listák állítására is. (A közös listák esetében ugyanannyi ajánlásra volt szükség, mint az önállóak esetében.) Arra is volt lehetőség, hogy egy szervezet csak az egyik választókerületben állítson listát.
Az országgyűlési pártok mindegyike önállóan indult mind a két választókerületben. Az országgyűlési pártokon kívül a Munkáspárt állt még rajtvonalhoz a középvárosi kerületben. Két nemzetiségi szervezet, egy német és egy szlovák állított még listát a kistelepülési választókerületben.
| Kistelepülési választókerület | Kistelepülési választókerület | Kistelepülési választókerület | Kistelepülési választókerület | Szervezet   | Szervezet                                        | Szervezet   | Szervezet   | Középvárosi választókerület | Középvárosi választókerület | Középvárosi választókerület | Középvárosi választókerület |
| #.                            | lista neve                    | típusa                        | jelöltek száma                |             | neve                                             | jellege     | hatóköre    | #.                          | lista neve                  | típusa                      | jelöltek száma              |
| ----------------------------- | ----------------------------- | ----------------------------- | ----------------------------- | ----------- | ------------------------------------------------ | ----------- | ----------- | --------------------------- | --------------------------- | --------------------------- | --------------------------- |
| nemzetiségi szervezetek       |                               |                               |                               |             |                                                  |             |             |                             |                             |                             |                             |
| 5.                            | Csolnoki Németek              | önálló                        | 6                             |             | Csolnoki Német Nemzetiségi Kulturális Egyesület  | nemz.       | helyi       |                             |                             |                             |                             |
| 3.                            | Szlovák Szöv.                 | önálló                        | 5                             |             | Magyarországi Szlovákok Szövetsége               | nemz.       | országos    |                             |                             |                             |                             |
| országos pártok               |                               |                               |                               |             |                                                  |             |             |                             |                             |                             |                             |
|                               |                               |                               |                               |             | Munkáspárt                                       | párt        | országos    | 7.                          | Munkáspárt                  | önálló                      | 15                          |
| 2.                            | KDNP                          | önálló                        | 8                             |             | Kereszténydemokrata Néppárt                      | párt        | országos    | 1.                          | KDNP                        | önálló                      | 9                           |
| 8.                            | Fidesz                        | önálló                        | 15                            |             | Fiatal Demokraták Szövetsége                     | párt        | országos    | 5.                          | Fidesz                      | önálló                      | 18                          |
| 1.                            | FKGP                          | önálló                        | 24                            |             | Független Kisgazda-, Földmunkás- és Polgári Párt | párt        | országos    | 6.                          | FKGP                        | önálló                      | 10                          |
| 6.                            | MDF                           | önálló                        | 21                            |             | Magyar Demokrata Fórum                           | párt        | országos    | 2.                          | MDF                         | önálló                      | 16                          |
| 7.                            | SZDSZ                         | önálló                        | 20                            |             | Szabad Demokraták Szövetsége                     | párt        | országos    | 3.                          | SZDSZ                       | önálló                      | 18                          |
| 4.                            | MSZP                          | önálló                        | 23                            |             | Magyar Szocialista Párt                          | párt        | országos    | 4.                          | MSZP                        | önálló                      | 32                          |
| 8 lista                       | 8 lista                       | 8 lista                       | 122                           | 9 szervezet | 9 szervezet                                      | 9 szervezet | 9 szervezet | 7 lista                     | 7 lista                     | 7 lista                     | 118                         |

### Jelöltek
| Kistelepülési választókerület | Lista | Lista            | Középvárosi választókerület |
| ----------------------------- | ----- | ---------------- | --------------------------- |
| Bérces József                 |       | Csolnoki Németek |                             |
| Popovics György               |       | Fidesz           | dr. Sunyovszki Károly       |
| Rezi Árpád                    |       | FKGP             | Gula Sándor                 |
| Csák Lajos                    |       | KDNP             | dr. Benya László            |
| Bánffy Miklós                 |       | MDF              | Karikó Balázs               |
| dr. Kovács György Zoltán      |       | MSZP             | dr. Gábris József           |
|                               |       | Munkáspárt       | dr. Sas Gyula               |
| dr. Freund Tamás              |       | SZDSZ            | Bencsik János               |
| Nagy Mária                    |       | Szlovák Szöv.    |                             |
|                               |       |                  |                             |

| FKGP |
| --- |
| |
| Rezi Árpád |
| Pallagi Béla |
| Petőcz Imre |
| Csipke László |
| Ihász János |
| \| További jelöltek \| \| ------------------ \| \| dr. Hidas János \| \| Pölöskei József \| \| Benkovics László \| \| Szűcs Bálint \| \| Bartus Gyula \| \| Török János \| \| Horváth Miklós \| \| Tisch József \| \| Nagy Dezső \| \| Somogyi Lajos \| \| Farkas Ignác \| \| Dobos Károly \| \| Sujbert Antal \| \| dr. Micskó Tivadar \| \| Baráth János \| \| Svehlik József \| \| Pallagi István \| \| Lipót János \| \| Kaczor Lajosné \| |
| További jelöltek |
| dr. Hidas János |
| Pölöskei József |
| Benkovics László |
| Szűcs Bálint |
| Bartus Gyula |
| Török János |
| Horváth Miklós |
| Tisch József |
| Nagy Dezső |
| Somogyi Lajos |
| Farkas Ignác |
| Dobos Károly |
| Sujbert Antal |
| dr. Micskó Tivadar |
| Baráth János |
| Svehlik József |
| Pallagi István |
| Lipót János |
| Kaczor Lajosné |

| További jelöltek   |
| ------------------ |
| dr. Hidas János    |
| Pölöskei József    |
| Benkovics László   |
| Szűcs Bálint       |
| Bartus Gyula       |
| Török János        |
| Horváth Miklós     |
| Tisch József       |
| Nagy Dezső         |
| Somogyi Lajos      |
| Farkas Ignác       |
| Dobos Károly       |
| Sujbert Antal      |
| dr. Micskó Tivadar |
| Baráth János       |
| Svehlik József     |
| Pallagi István     |
| Lipót János        |
| Kaczor Lajosné     |

| KDNP |
| --- |
| |
| Csák Lajos |
| dr. Könözsy László                                                                                            |
| ifj. Szabó Ferenc                                                                                             |
| Juhászné Perjés Emőke                                                                                         |
| Bruckner László                                                                                               |
| \| További jelöltek \| \| ----------------- \| \| Kubinger István \| \| dr. Marosi István \| \| Szőke Géza \| |
| További jelöltek                                                                                              |
| Kubinger István                                                                                               |
| dr. Marosi István                                                                                             |
| Szőke Géza |

| További jelöltek  |
| ----------------- |
| Kubinger István   |
| dr. Marosi István |
| Szőke Géza        |

| Szlovák Szöv.   |
| --------------- |
|                 |
| Nagy Mária      |
| Moravcsik Mária |
| Szivek Ferenc   |
| Gurin Károly    |
| Hévizi Pál      |

| MSZP |
| --- |
| |
| dr. Kovács György Zoltán |
| dr. Bozori Endre |
| Miskolczi József |
| Wittmann Ferenc |
| Haracska Ferenc |
| \| További jelöltek \| \| --------------------- \| \| Szajki Mihály \| \| dr. Horváth Györgyike \| \| Pálfy Imre \| \| Dobos János \| \| Mandusitz Ferenc \| \| Pápai Tibor \| \| Balázs László \| \| Reményi Imre \| \| Kapronczai György \| \| ifj. Csenki Mihály \| \| Czigány Tibor \| \| Péntek Lajos \| \| Madari Ferenc \| \| Hartdégen József \| \| Balom Lászlóné \| \| Szabó Antal \| \| Hajdók Levente \| \| Finker József \| |
| További jelöltek |
| Szajki Mihály |
| dr. Horváth Györgyike |
| Pálfy Imre |
| Dobos János |
| Mandusitz Ferenc |
| Pápai Tibor |
| Balázs László |
| Reményi Imre |
| Kapronczai György |
| ifj. Csenki Mihály |
| Czigány Tibor |
| Péntek Lajos |
| Madari Ferenc |
| Hartdégen József |
| Balom Lászlóné |
| Szabó Antal |
| Hajdók Levente |
| Finker József |

| További jelöltek      |
| --------------------- |
| Szajki Mihály         |
| dr. Horváth Györgyike |
| Pálfy Imre            |
| Dobos János           |
| Mandusitz Ferenc      |
| Pápai Tibor           |
| Balázs László         |
| Reményi Imre          |
| Kapronczai György     |
| ifj. Csenki Mihály    |
| Czigány Tibor         |
| Péntek Lajos          |
| Madari Ferenc         |
| Hartdégen József      |
| Balom Lászlóné        |
| Szabó Antal           |
| Hajdók Levente        |
| Finker József         |

| Csolnoki Németek                                                           |
| -------------------------------------------------------------------------- |
|                                                                            |
| Bérces József                                                              |
| Háberfelner László                                                         |
| Hartdégen Sándor                                                           |
| Nagy György                                                                |
| Hárs Gyuláné                                                               |
| \| További jelöltek \| \| ------------------- \| \| Pothorszki Lászlóné \| |
| További jelöltek                                                           |
| Pothorszki Lászlóné                                                        |

| További jelöltek    |
| ------------------- |
| Pothorszki Lászlóné |

| MDF |
| --- |
| |
| Bánffy Miklós |
| Müller János |
| Kátai Ferenc |
| Perjés Károly |
| Bodnár Béla |
| \| További jelöltek \| \| -------------------- \| \| Péntek Lőrinc \| \| dr. Kalocsai László \| \| Vöröskői István \| \| Tóth Ferenc \| \| Hamvas Andrásné \| \| Kiss László \| \| dr. Szinyi Károly \| \| dr. Hargiatai Zoltán \| \| Joó József \| \| dr. Pártos Géza \| \| Piukovics Lajos \| \| Kerperné Páldi Irén \| \| Pálmai József \| \| Lelkes László \| \| Kiss Andrásné \| \| Mészáros Árpád \| |
| További jelöltek |
| Péntek Lőrinc |
| dr. Kalocsai László |
| Vöröskői István |
| Tóth Ferenc |
| Hamvas Andrásné |
| Kiss László |
| dr. Szinyi Károly |
| dr. Hargiatai Zoltán |
| Joó József |
| dr. Pártos Géza |
| Piukovics Lajos |
| Kerperné Páldi Irén |
| Pálmai József |
| Lelkes László |
| Kiss Andrásné |
| Mészáros Árpád |

| További jelöltek     |
| -------------------- |
| Péntek Lőrinc        |
| dr. Kalocsai László  |
| Vöröskői István      |
| Tóth Ferenc          |
| Hamvas Andrásné      |
| Kiss László          |
| dr. Szinyi Károly    |
| dr. Hargiatai Zoltán |
| Joó József           |
| dr. Pártos Géza      |
| Piukovics Lajos      |
| Kerperné Páldi Irén  |
| Pálmai József        |
| Lelkes László        |
| Kiss Andrásné        |
| Mészáros Árpád       |

| SZDSZ |
| --- |
| |
| dr. Freund Tamás |
| Gelencsér Géza |
| Miavecz Jenő |
| Bánsági György |
| Dénes László |
| \| További jelöltek \| \| ---------------- \| \| Fekete Ernő \| \| Katonka Antal \| \| Fülöp István \| \| dr. Dávid Anna \| \| Buda Árpád \| \| Tréznik János \| \| Biermann Margit \| \| Sütő Miklós \| \| Kiss János \| \| Malárik István \| \| Babirák András \| \| Beigelbeck Ottó \| \| Bencsik István \| \| Horváth László \| \| Marton László \| |
| További jelöltek |
| Fekete Ernő |
| Katonka Antal |
| Fülöp István |
| dr. Dávid Anna |
| Buda Árpád |
| Tréznik János |
| Biermann Margit |
| Sütő Miklós |
| Kiss János |
| Malárik István |
| Babirák András |
| Beigelbeck Ottó |
| Bencsik István |
| Horváth László |
| Marton László |

| További jelöltek |
| ---------------- |
| Fekete Ernő      |
| Katonka Antal    |
| Fülöp István     |
| dr. Dávid Anna   |
| Buda Árpád       |
| Tréznik János    |
| Biermann Margit  |
| Sütő Miklós      |
| Kiss János       |
| Malárik István   |
| Babirák András   |
| Beigelbeck Ottó  |
| Bencsik István   |
| Horváth László   |
| Marton László    |

| Fidesz |
| --- |
| |
| Popovics György |
| Ruchti Róbert László |
| Peresztegi László |
| Schlepp Tibor |
| Farda László |
| \| További jelöltek \| \| --------------------- \| \| Farkas István \| \| Malomosoki László \| \| Kollár István \| \| Baracs Zsoltné \| \| ifj. Tafferner József \| \| Horváth Imre \| \| Dienes Annamária Éva \| \| Cseh László \| \| Horváth Sándor \| \| Glász Gábor \| |
| További jelöltek |
| Farkas István |
| Malomosoki László |
| Kollár István |
| Baracs Zsoltné |
| ifj. Tafferner József |
| Horváth Imre |
| Dienes Annamária Éva |
| Cseh László |
| Horváth Sándor |
| Glász Gábor |

| További jelöltek      |
| --------------------- |
| Farkas István         |
| Malomosoki László     |
| Kollár István         |
| Baracs Zsoltné        |
| ifj. Tafferner József |
| Horváth Imre          |
| Dienes Annamária Éva  |
| Cseh László           |
| Horváth Sándor        |
| Glász Gábor           |

| KDNP |
| --- |
| |
| dr. Benya László |
| Sipos Imre |
| Király Ferenc |
| Juhász Ferenc |
| dr. Tóth József |
| \| További jelöltek \| \| ------------------- \| \| Túri László \| \| dr. Gyöngyös György \| \| Gyökér Lajos \| \| Mura József \| |
| További jelöltek |
| Túri László |
| dr. Gyöngyös György |
| Gyökér Lajos |
| Mura József |

| További jelöltek    |
| ------------------- |
| Túri László         |
| dr. Gyöngyös György |
| Gyökér Lajos        |
| Mura József         |

| MDF |
| --- |
| |
| Karikó Balázs |
| Barassó Csaba |
| Horváth Zsolt |
| Dorsich Mátyás |
| dr. Gergely Sándor |
| \| További jelöltek \| \| ------------------- \| \| Szegi János \| \| Kaszál József \| \| Szalontay Csaba \| \| Cserhalmi Gyula \| \| dr. Antalics Mihály \| \| Lovács Attila \| \| Oroszlámos György \| \| dr. Szalai László \| \| Oláh László \| \| Bánfalvi György \| \| Papp László \| |
| További jelöltek |
| Szegi János |
| Kaszál József |
| Szalontay Csaba |
| Cserhalmi Gyula |
| dr. Antalics Mihály |
| Lovács Attila |
| Oroszlámos György |
| dr. Szalai László |
| Oláh László |
| Bánfalvi György |
| Papp László |

| További jelöltek    |
| ------------------- |
| Szegi János         |
| Kaszál József       |
| Szalontay Csaba     |
| Cserhalmi Gyula     |
| dr. Antalics Mihály |
| Lovács Attila       |
| Oroszlámos György   |
| dr. Szalai László   |
| Oláh László         |
| Bánfalvi György     |
| Papp László         |

| SZDSZ |
| --- |
| |
| Bencsik János |
| dr. Varga Győző |
| Kerti Katalin |
| Tamás Istvánné |
| dr. Biró Gábor |
| \| További jelöltek \| \| ----------------------- \| \| Miklós Ákos \| \| Vas József \| \| Schwarczenberger István \| \| dr. Kakuk Elemér \| \| Németh László \| \| Holzhacker Mihályné \| \| Rideg Ferenc \| \| Füleki Györgyné \| \| Paál Anikó \| \| Béres Tiborné \| \| Marton Györgyi \| \| Lőwi Vilmos \| \| Moravcsik Ágnes \| |
| További jelöltek |
| Miklós Ákos |
| Vas József |
| Schwarczenberger István |
| dr. Kakuk Elemér |
| Németh László |
| Holzhacker Mihályné |
| Rideg Ferenc |
| Füleki Györgyné |
| Paál Anikó |
| Béres Tiborné |
| Marton Györgyi |
| Lőwi Vilmos |
| Moravcsik Ágnes |

| További jelöltek        |
| ----------------------- |
| Miklós Ákos             |
| Vas József              |
| Schwarczenberger István |
| dr. Kakuk Elemér        |
| Németh László           |
| Holzhacker Mihályné     |
| Rideg Ferenc            |
| Füleki Györgyné         |
| Paál Anikó              |
| Béres Tiborné           |
| Marton Györgyi          |
| Lőwi Vilmos             |
| Moravcsik Ágnes         |

| MSZP |
| --- |
| |
| dr. Gábris József |
| Gerébi Ákos Gyula |
| Schmidt József |
| dr. Lengyel Jenő |
| dr. Tittmann János |
| \| További jelöltek \| \| ------------------- \| \| dr. Hargitai Ferenc \| \| dr. Neiger M. Tibor \| \| Nagy János \| \| Papp Gabriella \| \| Székely Antal \| \| Koppány Csaba \| \| Hégli Gábor \| \| Lukács Lászlóné \| \| Tóth József \| \| Mohácsi Lajos \| \| Lazók Zoltán \| \| Győri István \| \| Szalánczay Péter \| \| Komjáthy László \| \| dr. Haller Zoltán \| \| Golda Imre \| \| Rajnai Gábor \| \| Kerekes Tibor \| \| dr. Bartalos József \| \| dr. Juhász Anna \| \| Szedlák János \| \| Mészáros Gyula \| \| Novák József \| \| Metzger Gyula \| \| dr. Kovássy László \| \| Rajnai Miklós \| \| dr. Várnai Tibor \| |
| További jelöltek |
| dr. Hargitai Ferenc |
| dr. Neiger M. Tibor |
| Nagy János |
| Papp Gabriella |
| Székely Antal |
| Koppány Csaba |
| Hégli Gábor |
| Lukács Lászlóné |
| Tóth József |
| Mohácsi Lajos |
| Lazók Zoltán |
| Győri István |
| Szalánczay Péter |
| Komjáthy László |
| dr. Haller Zoltán |
| Golda Imre |
| Rajnai Gábor |
| Kerekes Tibor |
| dr. Bartalos József |
| dr. Juhász Anna |
| Szedlák János |
| Mészáros Gyula |
| Novák József |
| Metzger Gyula |
| dr. Kovássy László |
| Rajnai Miklós |
| dr. Várnai Tibor |

| További jelöltek    |
| ------------------- |
| dr. Hargitai Ferenc |
| dr. Neiger M. Tibor |
| Nagy János          |
| Papp Gabriella      |
| Székely Antal       |
| Koppány Csaba       |
| Hégli Gábor         |
| Lukács Lászlóné     |
| Tóth József         |
| Mohácsi Lajos       |
| Lazók Zoltán        |
| Győri István        |
| Szalánczay Péter    |
| Komjáthy László     |
| dr. Haller Zoltán   |
| Golda Imre          |
| Rajnai Gábor        |
| Kerekes Tibor       |
| dr. Bartalos József |
| dr. Juhász Anna     |
| Szedlák János       |
| Mészáros Gyula      |
| Novák József        |
| Metzger Gyula       |
| dr. Kovássy László  |
| Rajnai Miklós       |
| dr. Várnai Tibor    |

| Fidesz |
| --- |
| |
| dr. Sunyovszki Károly |
| Hetényi Tamás |
| Lendvai Imre |
| Sztruhár Gyula |
| Knapp János Pál |
| \| További jelöltek \| \| ---------------- \| \| Forgó Mihály \| \| Molnár Attila \| \| Modrián Vilmos \| \| Ács Gábor \| \| Rátkai Tamás \| \| Tasnádi Miklós \| \| Albert János \| \| Kürtösi Tibor \| \| Mike Éva Judit \| \| Takács Károly \| \| Chalupa Zoltán \| \| Száraz Róbert \| \| Cselenyák Imre \| |
| További jelöltek |
| Forgó Mihály |
| Molnár Attila |
| Modrián Vilmos |
| Ács Gábor |
| Rátkai Tamás |
| Tasnádi Miklós |
| Albert János |
| Kürtösi Tibor |
| Mike Éva Judit |
| Takács Károly |
| Chalupa Zoltán |
| Száraz Róbert |
| Cselenyák Imre |

| További jelöltek |
| ---------------- |
| Forgó Mihály     |
| Molnár Attila    |
| Modrián Vilmos   |
| Ács Gábor        |
| Rátkai Tamás     |
| Tasnádi Miklós   |
| Albert János     |
| Kürtösi Tibor    |
| Mike Éva Judit   |
| Takács Károly    |
| Chalupa Zoltán   |
| Száraz Róbert    |
| Cselenyák Imre   |

| FKGP |
| --- |
| |
| Gula Sándor |
| Dávidházy Miklós |
| Sárossiné Nagy Ildikó |
| dr. Burány Mihály |
| Ádám Róbert János |
| \| További jelöltek \| \| ---------------------- \| \| Schunder József \| \| ifj. Csóka Ferenc \| \| Kostyál Mihály \| \| Gucsi-Véghné Dobos Éva \| \| Hajósi Béla \| |
| További jelöltek |
| Schunder József |
| ifj. Csóka Ferenc |
| Kostyál Mihály |
| Gucsi-Véghné Dobos Éva |
| Hajósi Béla |

| További jelöltek       |
| ---------------------- |
| Schunder József        |
| ifj. Csóka Ferenc      |
| Kostyál Mihály         |
| Gucsi-Véghné Dobos Éva |
| Hajósi Béla            |

| Munkáspárt |
| --- |
| |
| dr. Sas Gyula |
| Horváth Mihályné |
| Szilágyiné dr. Uzonyi Erzsébet |
| Kaufmann László |
| Hubácsek Sándor |
| \| További jelöltek \| \| ---------------- \| \| Varga János \| \| dr. Osvald Lajos \| \| dr. Török Endre \| \| Szendi Ferenc \| \| Tóth István \| \| Hédai Lajosné \| \| Nagy Tibor \| \| Kockás Tibor \| \| Jugovics József \| \| Benyőcs Ferenc \| |
| További jelöltek |
| Varga János |
| dr. Osvald Lajos |
| dr. Török Endre |
| Szendi Ferenc |
| Tóth István |
| Hédai Lajosné |
| Nagy Tibor |
| Kockás Tibor |
| Jugovics József |
| Benyőcs Ferenc |

| További jelöltek |
| ---------------- |
| Varga János      |
| dr. Osvald Lajos |
| dr. Török Endre  |
| Szendi Ferenc    |
| Tóth István      |
| Hédai Lajosné    |
| Nagy Tibor       |
| Kockás Tibor     |
| Jugovics József  |
| Benyőcs Ferenc   |

## A szavazás menete
A választást 1994. december 11-én bonyolították le. A választópolgárok reggel 6 órától kezdve adhatták le a szavazataikat, egészen a 19 órás urnazárásig.

### Részvétel
| szavazó 47,0% | távolmaradó 53,0% |

| érvényes 94,2% |

| szavazó 47,0% | távolmaradó 53,0% |

| érvényes 94,2% |

Nyolc szavazópolgárra kilenc távolmaradó jutott
A 186 ezer szavazásra jogosult polgárból 88 ezer vett részt a választásokon (47%). Közülük ötezren szavaztak érvénytelenül (5,8%).
A részvételi hajlandóság jelentősen eltért a két választókerületben. Míg a kistelepüléseken a polgárok több mint fele ment el szavazni, addig a középvárosi kerületben ez az arány nem érte el a 40%-ot.  A választói kedv Mogyorósbányán és Vértessomlón volt a legmagasabb (74%-74%), a legalacsonyabb pedig Dorogon (32%).
Az érvénytelen szavazatok aránya mindkét választókerületben magas volt, a kistelepüléseken minden tizenötödik, a középvárosokban minden huszadik polgár szavazott érvénytelelnül (6,4%-4,7%).
| távolmaradó 46,4% | szavazó 53,6% |

|  | érvényes 93,6% |

| távolmaradó 46,4% | szavazó 53,6% |

|  | érvényes 93,6% |

| szavazó 38,8% | távolmaradó 61,2% |

| érv. 95,3% |

| szavazó 38,8% | távolmaradó 61,2% |

| érv. 95,3% |

| távolmaradó 46,4% | szavazó 53,6% |

|  | érvényes 93,6% |

| távolmaradó 46,4% | szavazó 53,6% |

|  | érvényes 93,6% |

| szavazó 38,8% | távolmaradó 61,2% |

| érv. 95,3% |

| szavazó 38,8% | távolmaradó 61,2% |

| érv. 95,3% |

| Részvételi adatok településméret szerint | Részvételi adatok településméret szerint | Részvételi adatok településméret szerint | Részvételi adatok településméret szerint | Részvételi adatok településméret szerint | Részvételi adatok településméret szerint |
| Lakók száma                              | Település                                | Választó- jogosult                       | Szavazó                                  | Részvétel                                | Legnagyobb/legkisebb részvétel           |
| ---------------------------------------- | ---------------------------------------- | ---------------------------------------- | ---------------------------------------- | ---------------------------------------- | ---------------------------------------- |
| 1 – 1 300                                | 26                                       | 14 536                                   | 9 507                                    | 65,40%                                   | Mogyorósbánya 74,47% Szákszend 35,28%    |
| 1 301 – 3 000                            | 29                                       | 42 886                                   | 23 372                                   | 54,50%                                   | Mogyorósbánya 74,47% Szákszend 35,28%    |
| 3 001 – 5 000                            | 7                                        | 19 766                                   | 10 559                                   | 53,42%                                   | Nagyigmánd 57,64% Nyergesújfalu 39,77%   |
| 5 001 – 10 000                           | 5                                        | 26 085                                   | 11 913                                   | 45,67%                                   | Nagyigmánd 57,64% Nyergesújfalu 39,77%   |
| 1 – 10 000                               | 67                                       | 103 273                                  | 55 351                                   | 53,60%                                   |                                          |
| 10 000 fölött                            | 5                                        | 82 968                                   | 32 211                                   | 38,82%                                   | Komárom 43,83% Dorog 31,65%              |
| Összesen                                 | 72                                       | 186 241                                  | 87 562                                   | 47,02%                                   |                                          |

## Eredmények
| Lista    | Lista            | Érvényes szavazat | Érvényes szavazat | Küszöb | Küszöb | Képviselő | Képviselő |
| Lista    | Lista            | Érvényes szavazat | Érvényes szavazat | kt     | kv     | Képviselő | Képviselő |
| -------- | ---------------- | ----------------- | ----------------- | ------ | ------ | --------- | --------- |
|          | MSZP             | 27 469            | 33,29%            | ✓      | ✓      | 14        | 35,0%     |
|          | SZDSZ            | 14 095            | 17,08%            | ✓      | ✓      | 7         | 17,5%     |
|          | FKGP             | 12 798            | 15,51%            | ✓      | ✓      | 5         | 12,5%     |
|          | KDNP             | 7 582             | 9,19%             | ✓      | ✓      | 4         | 10,0%     |
|          | MDF              | 7 551             | 9,15%             | ✓      | ✓      | 4         | 10,0%     |
|          | Fidesz           | 7 082             | 8,58%             | ✓      | ✓      | 4         | 10,0%     |
|          | Csolnoki Németek | 2 901             | 3,52%             | ✓      |        | 1         | 2,5%      |
|          | Munkáspárt       | 1 836             | 2,23%             |        | ✓      | 1         | 2,5%      |
|          | Szlovák Szöv.    | 1 198             | 1,45%             | ✗      |        | 0         |           |
| Összesen | Összesen         | 82 512            |                   |        |        | 40        |           |

Az MSZP végzett az első helyen, a szavazatok harmadát szerezte meg. Második helyen a szabaddemokraták végeztek, fele annyit voksot begyűjtve, mint a szocialisták. Bő ezer szavazattal követték őket a kisgazdák. Hasonló támogatottságot tudhatott magáénak a KDNP, az MDF és a Fidesz. Bejutott még a közgyűlésbe a csolnoki németek és a Munkáspárt listája, kimaradt viszont a szlovák nemzetiségi szövetség.
A szocialisták és az SZDSZ együttesen a képviselői székek többségével bírt. A három jobboldali párt a közgyűlési helyek harmadát birtokolta.
A listák többsége esetében a mandátumok elosztása megfelelt a szavazati arányoknak, ám a kisgazdák és a németek némileg alacsonyabb képviseleti arányhoz jutottak, mint amennyi a voksok alapján járt volna nekik.

### Választókerületenként
| Lista    | Lista            | Érvényes szavazat | Érvényes szavazat | Küszöb | Képviselő | Képviselő |
| -------- | ---------------- | ----------------- | ----------------- | ------ | --------- | --------- |
|          | MSZP             | 17 622            | 34,02%            | ✓      | 8         | 36,4%     |
|          | FKGP             | 10 167            | 19,63%            | ✓      | 4         | 18,2%     |
|          | SZDSZ            | 7 663             | 14,79%            | ✓      | 3         | 13,6%     |
|          | MDF              | 4 366             | 8,43%             | ✓      | 2         | 9,1%      |
|          | Fidesz           | 4 073             | 7,86%             | ✓      | 2         | 9,1%      |
|          | KDNP             | 3 813             | 7,36%             | ✓      | 2         | 9,1%      |
|          | Csolnoki Németek | 2 901             | 5,60%             | ✓      | 1         | 4,5%      |
|          | Szlovák Szöv.    | 1 198             | 2,31%             | ✗      | 0         |           |
| Összesen | Összesen         | 51 803            |                   | 7/8    | 22        |           |

| Lista    | Lista      | Érvényes szavazat | Érvényes szavazat | Küszöb | Képviselő | Képviselő |
| -------- | ---------- | ----------------- | ----------------- | ------ | --------- | --------- |
|          | MSZP       | 9 847             | 30,57%            | ✓      | 6         | 33,3%     |
|          | SZDSZ      | 6 432             | 20,94%            | ✓      | 4         | 22,2%     |
|          | KDNP       | 3 769             | 12,27%            | ✓      | 2         | 11,1%     |
|          | MDF        | 3 185             | 10,37%            | ✓      | 2         | 11,1%     |
|          | Fidesz     | 3 009             | 9,80%             | ✓      | 2         | 11,1%     |
|          | FKGP       | 2 631             | 8,57%             | ✓      | 1         | 5,6%      |
|          | Munkáspárt | 1 836             | 5,98%             | ✓      | 1         | 5,6%      |
| Összesen | Összesen   | 30 709            |                   | 7/7    | 18        |           |

A választás döntő részben a kistelepülési választókerületben dőlt el, hiszen abban 32, míg a középvárosi kerületben 9 képviselői helyet osztottak ki.
A kistelepülési választókerületben 52 ezer érvényes szavazatot adtak le a választópolgárok. A voksok bő harmadát a szocialisták kapták, míg a kisgazdák minden ötödik polgár bizalmát nyerték el. Harmadik helyen a szabaddemokraták végeztek hét és félezer szavazattal. Négyezer körül volt a kereszténydemokraták, a demokrata fórumosok és a fiatal demokraták támogatóinak száma. A bejutási küszöböt ebben a kerületben 2073 szavazat jelentette. A német nemzetiségi szervezet bő nyolcszáz e fölött teljesített, míg a szlovák lista ugyanennyivel maradt el tőle.
A középvárosi választókerületben 31 ezer érvényes szavazatot számoltak össze a szavazatszámláló bizottságok tagjai. Az élen a szocialisták listája végzett közel tízezer vokssal. Hat és félezer polgár bizalmát nyerték el a szabaddemokraták. Tíz százalék körül eredményt ért el a KDNP, az MDF, a Fidesz és az FKGP listája is. A bejutási küszöb 1229 szavazat volt, amit bő félezerrel lépett át az utolsó helyezett Munkáspárt listja is.

## Az új közgyűlés
| \| 14 \| 7 \| 5 \| 4 \| 4 \| 4 \| 1 \| 1 \| |                  |            |            |   |   |   |   |
| Szervezetek                                 | Szervezetek      | Képviselők | Képviselők |   |   |   |   |
|                                             | MSZP             | 14         | 35,0%      |   |   |   |   |
|                                             | SZDSZ            | 7          | 17,5%      |   |   |   |   |
|                                             | FKGP             | 5          | 12,5%      |   |   |   |   |
|                                             | KDNP             | 4          | 10,0%      |   |   |   |   |
|                                             | MDF              | 4          | 10,0%      |   |   |   |   |
|                                             | Fidesz           | 4          | 10,0%      |   |   |   |   |
|                                             | Csolnoki Németek | 1          | 2,5%       |   |   |   |   |
|                                             | Munkáspárt       | 1          | 2,5%       |   |   |   |   |
| Összesen                                    | Összesen         | 40         |            |   |   |   |   |
| 14                                          | 7                | 5          | 4          | 4 | 4 | 1 | 1 |

| Elnök                | Elnök | Elnök  |
| -------------------- | ----- | ------ |
| Kovács György Zoltán |       |        |
|                      |       |        |
| MSZP                 |       |        |
|                      |       |        |
| Alelnökök            |       |        |
| Varga Győző          |       | SZDSZ  |
| Sunyovszki Károly    |       | Fidesz |
|                      |       |        |

Az új közgyűlés alakuló ülésére december 22-én került sor. Ezen az ülésen újra a közgyűlés elnökvé választották Kovács György Zoltánt. A negyven fős testületből 37-en támogatták a régi-új elnököt.
A következő ülésen, január 26-án került sor az alelnökök választására. Eredetileg három jelöltet állították, ám csak ketten kapták meg a szükséges támogatást. Így Varga Győző (SZDSZ) és Sunyovszki Károly (Fidesz) foglalhatták el az alelnöki székeket.

### A megválasztott képviselők
| MSZP                     |
| ------------------------ |
|                          |
| kistelepülések           |
| dr. Kovács György Zoltán |
| dr. Bozori Endre         |
| Miskolczi József         |
| Wittmann Ferenc          |
| Haracska Ferenc          |
| Szajki Mihály            |
| dr. Horváth Györgyike    |
| Pálfy Imre               |
| középvárosok             |
| dr. Gábris József        |
| Gerébi Ákos Gyula        |
| Schmidt József           |
| dr. Lengyel Jenő         |
| dr. Tittmann János       |
| dr. Hargitai Ferenc      |

| SZDSZ            |
| ---------------- |
|                  |
| kistelepülések   |
| dr. Freund Tamás |
| Gelencsér Géza   |
| Miavecz Jenő     |
| középvárosok     |
| Bencsik János    |
| dr. Varga Győző  |
| Kerti Katalin    |
| Tamás Istvánné   |

| FKGP           |
| -------------- |
|                |
| kistelepülések |
| Rezi Árpád     |
| Pallagi Béla   |
| Petőcz Imre    |
| Csipke László  |
| középvárosok   |
| Gula Sándor    |

| KDNP               |
| ------------------ |
|                    |
| kistelepülések     |
| Csák Lajos         |
| dr. Könözsy László |
| középvárosok       |
| dr. Benya László   |
| Sipos Imre         |

| MDF            |
| -------------- |
|                |
| kistelepülések |
| Bánffy Miklós  |
| Müller János   |
| középvárosok   |
| Karikó Balázs  |
| Barassó Csaba  |

| Fidesz                |
| --------------------- |
|                       |
| kistelepülések        |
| Popovics György       |
| Ruchti Róbert László  |
| középvárosok          |
| dr. Sunyovszki Károly |
| Hetényi Tamás         |

| Csolnoki Németek |
| ---------------- |
|                  |
| kistelepülések   |
| Bérces József    |

| Munkáspárt                     |
| ------------------------------ |
|                                |
| középvárosok                   |
| dr. Sas Gyula Horváth Mihályné |

### MTI hírek
- http://archiv1988-2005.mti.hu

A Magyar Távirati Iroda archívuma elérhető a világhálón, abban az 1988 óta megjelent hírek szabadon kereshetők. Ugyanakkor a honlap olyan technológiával készült, hogy az egyes hírekre nem lehet közvetlen hivatkozást (linket) megadni. Így a kereséshez szükséges alapadatok megadásával újra ki kell keresni az adott hír (cím kulcsszavai, dátum megadása).
1. ↑  MTI hír: „Végelszámolás - leköszönt a Komárom-Esztergom megyei tanács vb.”, Magyar Távirati Iroda, 1990. december 18. (Hozzáférés: 2018. május 9.)